# Distrito de Newry, Mourne y Down
El distrito de Newry, Mourne y Down es un distrito local gubernamental de Irlanda del Norte. Fue creado el 1 de abril de 2015, y comprende partes de los condados de Armagh y Down.
Se encuentra al sureste de Irlanda del Norte, junto a la costa del mar de Irlanda (océano Atlántico) y a la frontera con República de Irlanda, concretamente con el condado de Louth.

## Ciudades y pueblos
Pueblos y ciudades del distrito:
- Annacloy 318
- Annalong 1,796
- Annsborough 767
- Ardglass 1,643
- Attical 171
- Ballyalton132
- Ballyholland 664
- Ballyhornan 369
- Ballykinler 447
- Ballymadeerfy 69
- Ballymartin 506
- Ballynahinch 5,715
- Ballynoe 169
- Barnmeen 136
- Belleek (Belleeks) 375
- Bessbrook 2,739
- Bryansford 306
- Burrenbridge 199
- Camlough 1,081
- Castlewellan 2,792
- Clonvaraghan 186
- Clough 279
- Coney Island 57
- Creggan 227
- Crossgar 1,892
- Crossmaglen 1,608
- Cullaville 232
- Cullyhanna 326
- Darragh Cross 490
- Downpatrick 10,874
- Drumaness 1,344
- Drumaroad 183
- Drumintee 337
- Dundrum 1,551
- Dunnaval / Ballyardle 161
- Forkhill 498
- Glassdrumman 165
- Glassdrumman / Mullartown 110
- Glen 147
- Hilltown 1,698
- Jonesborough 465
- Kilclief 191
- Kilcoo 335
- Kilkeel 6,521
- Killen 108
- Killough 843
- Killowen 230
- Killyleagh 2,928
- Kilmore 310
- Leitrim 121
- Lislea 180
- Longstone 147
- Loughinisland 218
- Lurganare 294
- Maghera 211
- Mayobridge 1,068
- Meigh 770
- Mullaghbane 596
- Mullaghglass 125
- Newcastle 7,743
- Newry 26,893
- Newtowncloghoge 457
- Newtownhamilton 800
- Raholp 315
- Rostrevor 2,788
- Saintfield 3,406
- Saul 97
- Seaforde 263
- Sheeptown 333
- Shrigley 437
- Silverbridge 112
- Strangford 495
- The Spa 583
- Warrenpoint / Burren 8,721
- Whitecross 352